# Nefilim
Nefilim (hebr. נפלים lub נפילים – giganci lub upadli) – termin, który najczęściej tłumaczy się jako „upadli” albo „giganci”. Z reguły oznacza istoty o ogromnych rozmiarach, urodzone w rezultacie obcowania synów Bożych – na ogół utożsamianych z aniołami – z ziemskimi kobietami.

## Etymologia
Słowo nefilim w języku hebrajskim (oraz analogiczny termin nefilin w języku aramejskim) jest derywatem rdzenia nafal (hebr. נפל, nafal) oznaczającego „upadać”, „spadać” ale także „oddać hołd”, „upuścić”, „zginąć”, „ponieść porażkę”, „posmutnieć”. Końcówka -im określa liczbę mnogą czasownika, zaś masorecka wokalizacja wskazuje na schemat pa‘il (tutaj: nafil) analogicznie do takich słów, jak kadisz, ‘aric i bahir. Forma ta używana jest rzeczownikowo w znaczeniu biernym do opisywania długotrwałych stanów, dlatego nefilim oznacza „ci, którzy upadli i w tym stanie trwają”. Sama etymologia słowa wyjaśnia jednak niewiele a konkretne znaczenie terminu nefilim należy rozpatrywać w danym kontekście zastosowania.

## Nefilim w Starym Testamencie
Termin nefilim pojawia się trzykrotnie w hebrajskim tekście Starego Testamentu: raz w Rdz 6,4 oraz dwukrotnie w Lb 13,33. Oprócz tych dwóch miejsc, istnieje jeszcze ustęp w Ez 32,22-27, gdzie występuje analogiczne słowo nofelim, które z kolei można potraktować jako powiązane z nefilim. Księgi deuterokanoniczne Starego Testamentu (spisane z reguły po grecku) zawierają odniesienia do nefilim z hebrajskich jego części.

### Nefilim w Rdz 6,4
Nefilim pojawiają się w Księdze Rodzaju bezpośrednio przed opisem potopu a po wypędzeniu Adama i Ewy z raju, kiedy ludzkość zaczęła się mnożyć. We fragmencie Rdz 6,1-6 można przeczytać:
(1) A kiedy ludzie zaczęli się mnożyć na ziemi, rodziły im się córki. (2) Synowie Boga, widząc, że córki człowiecze są piękne, brali je sobie za żony, wszystkie, jakie im się tylko podobały. (3) Wtedy Bóg rzekł: Nie może pozostawać duch mój w człowieku na zawsze, gdyż człowiek jest istotą cielesną; niechaj więc żyje tylko sto dwadzieścia lat. (4) A w owych czasach byli na ziemi giganci; a także później, gdy synowie Boga zbliżali się do córek człowieczych, te im rodziły. Byli to więc owi mocarze, mający sławę w owych dawnych czasach. (5) Kiedy zaś Pan widział, że wielka jest niegodziwość ludzi na ziemi i że usposobienie ich jest wciąż złe, (6) żałował, że stworzył ludzi na ziemi, i zasmucił się. (7) Wreszcie Pan rzekł: Zgładzę ludzi, których stworzyłem, z powierzchni ziemi: ludzi, bydło, zwierzęta pełzające i ptaki powietrzne, bo żal mi, że ich stworzyłem.
Słowo nefilim pojawia się na początku wersetu 4 i w większości współczesnych polskich przekładów oddawane jest jako „giganci” lub „olbrzymi”. Z kontekstu tego ustępu natomiast wynika, że są to potomkowie „Synów Boga” i „córek człowieczych”. Interpretacja terminu nefilim zależy więc od tego, jak będzie się rozumieć ich „rodziców”. O ile bowiem „córki człowiecze” nie stanowią tutaj większego problemu egzegetycznego, tak istnieją różne interpretacje pojęcia terminu „synowie Boga”. Zdaniem niektórych synami Boga byli potomkowie Seta, trzeciego syna Adama i Ewy. Niektórzy upatrują w nich wszystkich żyjących wówczas mężczyzn. Kobiety, które poślubiali, pochodziły z linii Kaina. Sądzi się również, że mogli być to czciciele Jahwe, którzy żenili się z pogańskimi kobietami z powodu ich urody. Niektórzy twierdzą też, że opis wskazuje na złamanie Bożego porządku.
Tożsamość „synów Boga” bądź „synów bogów” (hebr. בני האלהים, bnej ha-elohim) jest niejasna. Fraza ta pojawia się tylko kilka razy w tekście Starego Testamentu, co utrudnia jej interpretację. Szczególny problem przedstawia słowo elohim, które może oznaczać imię własne jednego z bogów Starego Testamentu jak i całą kategorię bóstw. Tak też z perspektywy wieloznaczności terminu elohim w hebrajszczyźnie biblijnej, przekładem bardziej adekwatnym w tak niejasnym fragmencie jak Rdz 6,1-6 byłoby określenie „synowie boży” (na co zdecydowano się np. w przekładzie Biblii Warszawskiej), ponieważ nie przesądza ono, czy chodzi tutaj o synów jednego Boga czy też o synów różnych bóstw. Zważywszy na kontekst Rdz 6,1-6 obie te interpretacje są uzasadnione. Z pewnością jednak, jeśli spojrzeć na rzeczony fragment z perspektywy strukturalnej, zawiera on dwie opozycje binarne: mężczyzn i kobiety, oraz bogów i ludzi.

### Nefilim w Lb 13,33
Natomiast Księga Liczb podaje, że w Kanaanie żyli potomkowie nefilim. Po wyjściu z Egiptu Hebrajczycy dotarli do Kanaanu. Do miasta Hebron zostali wysłani zwiadowcy. Po powrocie z misji do obozu Hebrajczyków na pustyni, szpiedzy relacjonują w Lb 13,27-33:
(27) I tak im opowiedzieli: Udaliśmy się do kraju, do którego nas posłałeś. Jest to kraj rzeczywiście opływający w mleko i miód, a oto jego owoce. (28) Jednakże lud, który w nim mieszka, jest silny, a miasta są obwarowane i bardzo wielkie. Widzieliśmy tam również Anakitów. (29) Amalekici zajmują okolice Negebu; w górach mieszkają Chetyci, Jebusyci i Amoryci, Kananejczycy wreszcie mieszkają nad morzem i nad brzegami Jordanu. (30) Wtedy próbował Kaleb uspokoić lud, [który zaczął się burzyć] przeciw Mojżeszowi, i rzekł: Trzeba ruszyć i zdobyć kraj – na pewno zdołamy go zająć. (31) Lecz mężowie, którzy razem z nim byli, rzekli: Nie możemy wyruszyć przeciw temu ludowi, bo jest silniejszy od nas. (32) I rozgłaszali złe wiadomości o kraju, który zbadali, mówiąc do Izraelitów: Kraj, któryśmy przeszli, aby go zbadać, jest krajem, który pożera swoich mieszkańców. Wszyscy zaś ludzie, których tam widzieliśmy, są wysokiego wzrostu. (33) Widzieliśmy tam nawet olbrzymów – Anakici pochodzą od olbrzymów – a w porównaniu z nimi wydaliśmy się sobie jak szarańcza i takimi byliśmy w ich oczach.
Termin nefilim pojawia się dwukrotnie w wersecie 33 i w większości polskich przekładów zostaje oddany jako „olbrzymi”. Z kontekstu natomiast wynika, że w opowieści hebrajskich zwiadowców lokalni mieszkańcy są przedstawieni jako potomkowie nefilim. Niektórzy badacze twierdzą, że tekst Biblii w tym miejscu nawiązuje do opowieści z Rdz 6,1-6 a szpiedzy są przedstawieni jako chcący wprowadzić zamęt wśród pozostałych Hebrajczyków przez odwołanie do legendy o nefilim.

### Nefilim w Ez 32,22-27
Oprócz wskazanych powyżej przypadków, przywołać tutaj trzeba również trzeci fragment, który zawiera wizję zaświatów zaprezentowaną w Ez 32,17-32:
(17) W roku dwunastym miesiącu pierwszym, piętnastego dnia miesiąca, Pan skierował do mnie te słowa: (18) Synu człowieczy, biadaj nad ludnością Egiptu i każ jej zstąpić do świata podziemnego, jej i córkom potężnych ludów, do tych, którzy zstąpili do dołu. (19) Kogóż przewyższyłaś zaletami? Zstąp i połóż się wśród nieobrzezanych. (20) Polegną wśród pobitych mieczem; miecz został wydany: bierzcie go i całą jego ludność. (21) Wtedy powiedzą do niego mocarni bohaterowie ze środka Szeolu: razem ze swymi pomocnikami zstępują do dołu i będą leżeć wśród nieobrzezanych, razem z tymi, których miecz pobije. (22) Tam jest Aszszur i wszystkie jego hufce, wokół jego grobu – to wszyscy pobici, polegli od miecza. (23) Ich groby położone są w najgłębszym dole, a jego hufce są wokół jego grobu – to wszyscy pobici polegli od miecza, ci, którzy szerzyli postrach w kraju żyjących. (24) Tam jest Elam i całe jego mnóstwo wokół jego grobu – to wszyscy pobici, polegli od miecza, którzy zstąpili nieobrzezani do świata podziemnego, oni, którzy postrach szerzyli w kraju żyjących, hańbę cierpią z tymi, którzy zstąpili do dołu.(25) Pośród pobitych zgotowano mu leże i całe jego mnóstwo jest wokół jego grobu. Wszyscy ci są nieobrzezani, pobici mieczem, albowiem strach przed nimi szerzył się w kraju żyjących, a teraz cierpią swą hańbę z tymi, którzy zstąpili do dołu; pośród pobitych zostali umieszczeni. (26) Tam jest Meszek, Tubal i całe ich mnóstwo wokół ich grobu, wszyscy nieobrzezani, mieczem pobici, albowiem postrach szerzyli w kraju żyjących. (27) A leżą oni nie przy bohaterach, którzy padli w czasach pradawnych, którzy w pełnej zbroi bojowej zstąpili do Szeolu, którym podłożono ich miecze pod głowy, a ich tarcze na ich kości, gdyż byli postrachem dla bohaterów w kraju żyjących. (28) A ty będziesz rzucony pośród nieobrzezanych i będziesz musiał leżeć wśród tych, co mieczem zostali pobici. (29) Tam jest Edom, jego królowie i wszyscy jego książęta, których pomimo ich bohaterskich czynów położono wśród tych, co mieczem zostali pobici, spoczywają oni przy nieobrzezanych, przy tych, którzy zstąpili do dołu. (30) Tam są wszyscy władcy Północy i wszyscy Sydończycy, którzy zstąpili wraz z pobitymi, okryci hańbą pomimo strachu, jaki szerzyły ich bohaterskie czyny; teraz leżą nieobrzezani przy tych, co mieczem zostali pobici, i cierpią swą hańbę z tymi, którzy zstąpili do dołu. (31) Zobaczy ich faraon i pocieszać się będzie całym swym mnóstwem. Faraon i całe jego wojsko polegnie od miecza – wyrocznia Pana Boga. (32) Ponieważ strach szerzył on w kraju żyjących, dlatego rzucą go, by leżał pośród nieobrzezanych, przy tych, co od miecza polegli: faraon i całe jego mnóstwo – wyrocznia Pana Boga.
Jest to jeden z niewielu tak rozbudowanych i szczegółowych opisów Szeolu w Starym Testamencie. Znaczące jest też, że tak dużo miejsca poświęcono tutaj jego mieszkańcom. Tekst w wersetach 22-27 kilkukrotnie wykorzystuje termin „upadli” (hebr. nofelim, imiesłów czynny rdzenia נפל, nafal) obok takich określeń jak „nieobrzezani” (hebr. arelim), „przeszyci (mieczem)” (hebr. chalalim lub chalelej cherew), oraz „potężni” lub „bohaterowie” (hebr. gibborim). Niniejszy ustęp buduje więc obraz mocarzy z obcych krain, pokonanych i strąconych do świata podziemnego, w którym jednak wyznaczono im specjalne kwatery, jak gdyby w uznaniu ich zasług. W rezultacie fragment pozostaje zbieżny z obrazem nefilim w Rdz 6,4 oraz prezentacją Anakitów w Kanaanie w Lb 13,32–33.

### Nefilim a giganci
Większość współczesnych polskich (jak i angielskich) przekładów zacytowanych powyżej Rdz 6,4 oraz Lb 13,33 oddaje występujące w nich słowo nefilim jako „giganci” lub „olbrzymi”. Tłumaczenia te podążają ścieżką wytyczoną już przez starożytny grecki przekład hebrajskiego tekstu Biblii znany jako Septuaginta. W Septuagincie bowiem tłumacze wielokrotnie posłużyli się terminem gigantes, żeby oddać kłopotliwe i nie w każdym kontekście zrozumiałe słowa hebrajskie, m.in. nefilim, gibborim, refaim. W przypadku nefilim wydaje się, że powodów, dla których starożytni tłumacze zdecydowali się na przetłumaczenie nefilim jako gigantes, było kilka:
- w Rdz 6,1-6 nefilim są przedstawieni jako przedpotopowe istoty zrodzone ze związku synów Bożych i ziemskich kobiet a następnie opisani jako „mocarze” (hebr. gibborim) oraz „sławni ludzie” (hebr. anszej ha-szem) – analogicznie jak greccy giganci zrodzeni z krwi Uranosa wylanej na Gaję w Teogonii (w. 176-206), a którzy w Odysei (7.200) próbują zdobyć szturmem niebiosa;
- w Lb 13,27-33 nefilim są przedstawieni jako potężnych rozmiarów ludzie zamieszkujący miasta Kanaanu od dawnych czasów – co z kolei przypomina obraz gigantów jako ludzi będących rdzennymi mieszkańcami wulkanicznych rubieży świata w Odysei (7.59, 206; 10.120);
- w Ez 32,17-32 nofelim to potężni wojownicy, którzy zginęli i trafili do Szeolu – co poniekąd przywołuje na myśl zrodzonych z ziemi tytanów opisanych w Teogonii, którzy po nieudanym ataku na niebiosa (w. 713–735), zostali pokonani i zepchnięci do Tartaru (w. 807–819)[6].

### Nawiązania do nefilim w księgach deuterokanonicznych Starego Testamentu
Księgi deuterokanoniczne Starego Testamentu zawierają kilka fragmentów, które czasem interpretuje się jako nawiązania do nefilim obecnych w hebrajskich jego częściach. I tak np. Syr 16,7-12 zawiera wzmiankę o tym, że zbuntowani olbrzymi zostali ukarani:
(7) Nie przepuścił {Pan} dawnym olbrzymom, którzy się zbuntowali ufni w swą siłę. (8) Nie darował współmieszkańcom Lota, których zatracił z powodu ich pychy. (9) Nie miał miłosierdzia nad narodem zatracenia, co został zgładzony z powodu swych grzechów. (10) Podobnie postąpił z sześciuset tysiącami pieszych, którzy zebrali się w twardości swego serca. (11) I chociażby był tylko jeden twardego karku, byłoby dziwne, gdyby został bez kary. Ma Pan miłosierdzie, ale i zapalczywość, hojny w zmiłowania, ale i gniew wylewa.(12) Jak wielkie miłosierdzie, tak wielka i Jego surowość, sądzi człowieka według jego uczynków.
Tekst grecki Syr 16:7 zawiera słowo giganton i wielu badaczy uznało to za nawiązanie do opowieści z Rdz 6,1-6. Problem jednak w tym, że odnaleziony wśród zwojów znad Morza Martwego hebrajski manuskrypt Księgi Mądrości zawiera w tym miejscu frazę nasichej kedem (hebr. נסיכי קדם), co można oddać jako „władcy z przeszłości”. Termin nasich występuje w hebrajskim Starym Testamencie rzadko, zawsze jednak odnosi się do ludzi. Z tego też względu należy przypuszczać, że owa wzmianka nie odnosi się do nefilim.
Podobne wzmianki o nieposłusznych istotach zamieszkujących ziemię przed potopem można odnaleźć m.in. w Ba 3, 26–28, Mdr 14, 5–6, 3 i Mch 2, 4.
W Starym Testamencie kilkadziesiąt razy pojawia się również termin refaim oznaczający, w zależności od kontekstu, jedno z plemion zamieszkujących Kanaan lub mieszkańców Szeolu. Refaim interpretuje się jako gigantów, należy jednak pamiętać, że hebrajski oryginał Starego Testamentu posługuje się innym terminem.

## Nawiązania w Nowym Testamencie
W Nowym Testamencie istnieje kilka fragmentów, które często interpretuje się jako nawiązania do opowieści o nefilim ze Starego Testamentu. Rozpowszechniona jest interpretacja, według której fragment Jud 6–7 stanowi nawiązanie do opisu powstania nefilim i jest argumentem za pozaziemskim pochodzeniem „synów Boga”. Wypowiedź Jezusa o naturze aniołów (Mt 22,30) zdaje się jednak przeczyć możliwości związku anioła z człowiekiem. Analogicznie interpretuje się wzmianki o aniołach strąconych do Tartaru takie jak 1 P 2,4;  Łk 10,18; lub 2 P 2,4. Wydaje się jednak, że powyższe ustępy stanowią nawiązanie w pierwszej kolejności do henochicznego mitu o buncie i upadku aniołów obecnego m.in. w 1 Hen 1-6 oraz Jub 4.

## Nawiązania w apokryfach i pseudoepigrafach
Literatura apokryficzna i pseudoepigraficzna bardzo chętnie wykorzystywała motyw mityczny obecny w Rdz 6,1-6 i opowiadała go na nowo, wprowadzając kolejne szczegóły. Charakterystyczne jest jednak to, że na tym etapie słowo nefilim się już nie pojawia a w użyciu są jedynie „giganci”. Nawiązania można odnaleźć wśród różnych pism apokryficznych i pseudoepigraficznych zarówno Starego jak i Nowego Testamentu.

### 1 Hen 6
Apokryficzna etiopska Księga Henocha, której część pierwsza, zwana Księgą czuwających, rozwija przekaz Księgi Rodzaju 6, 1-4, traktuje o łączeniu się synów Bożych, tutaj utożsamionych z aniołami, z córkami ludzkimi (Hen 6-36). Z tych związków poczęci zostali giganci, którym przypisywano czynienie zła na Ziemi, za co na ludzkość został sprowadzony potop.
Aniołowie ujrzeli kobiety ziemskie i za namową ich dowódcy, Szemihaza, złożyli przysięgę, że spłodzą z nimi dzieci. Dwustu aniołów zstąpiło na Ziemię, każdy wybrał sobie kobietę, którą nauczył czarów i zaklęć. Ze związków tych narodzili się giganci, wysocy na trzy tysiące łokci. Ponieważ ludzie nie mogli ich utrzymać, giganci obrócili się przeciwko nim. Księga Henocha przedstawia gigantów jako istoty niegodziwe, niszczące ziemię, zabijające ludzi i praktykujące kanibalizm. Jako potomkowie aniołów duchy gigantów nie mogły umrzeć tak jak ludzie podczas potopu, została im odebrana tylko ich ziemska powłoka, sami natomiast pozostali na Ziemi w postaci bezcielesnych demonów. Odtąd nękają ludzkość tak, jak robili to w czasach przed potopem, zazdroszcząc śmiertelnikom ciał i możliwości zbawienia.

### Jub 4
Analogiczną legendę o pochodzeniu gigantów ze związków upadłych aniołów ze śmiertelnymi kobietami podaje Księga Jubileuszów. Według tego apokryfu Bóg w akcie gniewu za ich niegodziwości zesłał na nich szał i giganci pozabijali się nawzajem.

## Nefilim w tradycji hebrajskiej

### Nefilim w literaturze rabinicznej
W literaturze rabinicznej termin nefilim pojawia się dość rzadko, znaczące jest jednak to, że różne derywaty rdzenia nafal przybierają szereg znaczeń. Na przykład wyrażenie ben nefilim występuje w midraszu Szemot r. 15:28 oraz w Talmudzie babilońskim w traktacie Chullin 127a, w którym najprawdopodobniej oznacza gatunek gada lub płaza; w traktacie Bechorot 44b wyrażenie ruach ben nefilim odnosi się do złego ducha astmy a w midraszu Rut r. 4:3 można przeczytać, że ze związku nafil i nefila’ powstaje gibbor. Najbardziej rozpowszechnionym znaczeniem są jednak „poronione płody” (hebr. nefalim), wspomniane np. w traktatach Bawa batra 101b, 102b oraz Pesachim 9a–b.

### Nefilim w mitologii hebrajskiej
Według niektórych opracowań legend hebrajskich nefilim nosili także inne imiona plemienne: Emim (potworności), Refa'im (osłabiający), Gibborim (wielcy bohaterowie), Zamzummim (dokonujący wyczynów), Anakim (o długich szyjach, vel noszący naszyjniki), Awwim (niszczyciele vel węże). Według legend hebrajskich nefilim Arba założył miasto Hebron, nazywane także Kiriat-Arba, „miastem czterech” na pamiątkę czterech szczepów, którym dał początek Arba. Arba był ojcem Anaka. Synowie Anaka, Szeszaj, Achiman, Talmaj, zostali wygnani z Hebronu przez towarzyszy Jozuego. Z kananejskimi olbrzymami także walczył Kedorlaomer. Przez Moabitów olbrzymi byli nazywani Emim (postrachy), przez Ammonitów – Zumzummim vel Zuzim (krzątający się), przez Gileadytów zaś Refaim (osłabiający). W mitologii ugaryckiej występowali pod postacią upiorów. Według różnych opracowań agad talmudycznych aniołowie zstąpili na Ziemię z polecenia Boga. Wkrótce potem ożenili się ze śmiertelnymi kobietami, a z tych związków zrodzili się giganci. Dwaj synowie upadłego anioła (grigori) Simchaziego, Hamija i Haja, mieli prorocze sny, iż wkrótce na Ziemię zostanie zesłany potop. Gdy już nastąpił, jeden z gigantów, Og, król Baszanu, uratował swoje życie, bowiem uprosił Noego o wpuszczenie go do Arki.

## Kultura popularna

### Film
W filmie z 2014 roku Noe: Wybrany przez Boga a także w komiksie na podstawie którego powstał pojawiają się istoty luźno inspirowane tekstem o Nefilimach. Ich rola w stosunku do biblijnego pierwowzoru została jednak znacznie rozszerzona. Przede wszystkim w filmie są oni prześladowani przez ludzi, później natomiast pomagają Noemu w budowie arki. Również scena ich zagłady znacznie odbiega od biblijnego opisu, bowiem giną oni w walce z ludźmi.

### Muzyka
Nazwa brytyjskiego zespołu gotyckiego Fields of the Nephilim zawiera nawiązanie do biblijnych nefilim.
The Nephilim Rising to tytuł jednego z  utworów z płyty Demigod zespołu Behemoth.
Nephilim to tytuł utworu z płyty Night Is the New Day zespołu Katatonia.

### Gry komputerowe

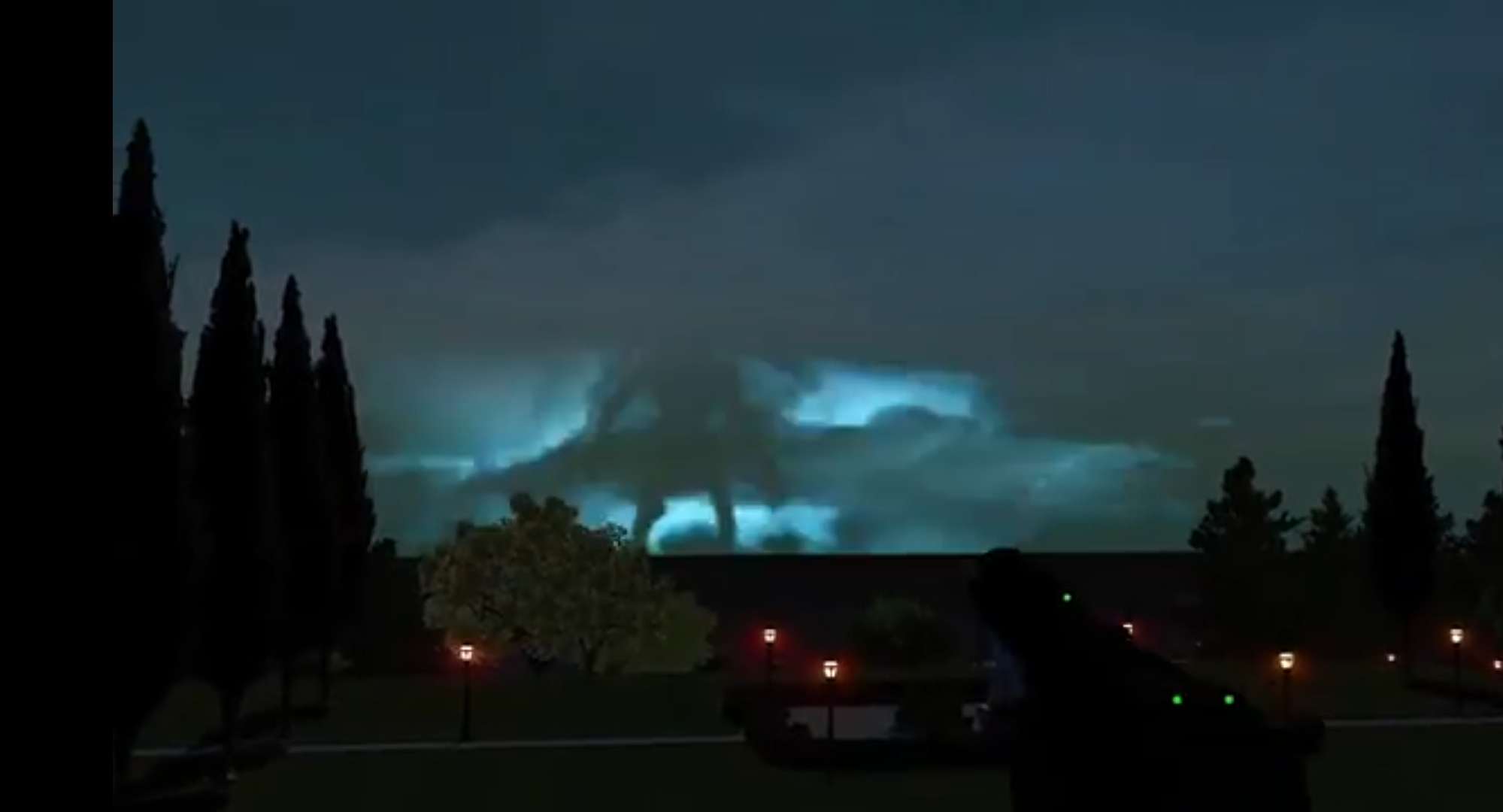
Nefilim przedstawiony w grze komputerowej Payday 2

Gatunek nefilim został uwzględniony w fabule gry Tomb Raider: The Angel of Darkness (2003).
Nephilim to nazwa jednej z postaci występującej w grze komputerowej Undead Knights (2009) na konsolę PlayStation Portable. Gra zawiera liczne nawiązania do mitologii judeochrześcijańskiej, m.in. do upadku aniołów oraz drzewa poznania dobra i zła. W grze Payday 2 (2013) są wzmianki o nefilimach i jednego z nich można ujrzeć podczas napadu w grze.
W grze Indiana Jones i Wielki Krąg (2024) ważną rolę odgrywa zakon nefilimów (ze swoim przedstawicielem Locusem), który został przedstawiony jako poddani papieża chroniący tajne archiwum w Watykanie strzegące ezoteryczne artefakty.

### Powieść
Nefilim pojawiają się w serii książek Dary anioła autorstwa Cassandra Clare oraz Szeptem (seria) autorstwa Becca Fitzpatrick. Zostali tam przedstawieni jako potomkowie aniołów i ludzi.